# Better (Chrisette Michele)
Better è il quarto album discografico in studio della cantante statunitense Chrisette Michele, pubblicato nel 2013.

## Tracce
1. Be In Love – 2:42
2. A Couple of Forevers – 3:57
3. Let Me Win – 3:56
4. Rich Hipster (feat. Wale) – 4:09
5. Love Won’t Leave Me Out – 3:54
6. Interlude (In My Head Better) – 0:17
7. Better – 3:41
8. Snow – 3:30
9. Visual Love – 3:41
10. Charades (feat. 2 Chainz) – 3:58
11. Interlude (In My Heart Convo With Boyfriend) – 0:34
12. You Mean That Much to Me – 4:52
13. Supa – 3:53
14. Interlude (In My Bed Sleeping Alone) – 0:50
15. Get Through the Night – 3:19
16. Can the Cool Be Loved (feat. Bilal & Dunson) – 4:08